# Eupanacra malayana
Eupanacra malayana là một loài bướm đêm thuộc họ Sphingidae. Nó được tìm thấy ở Thái Lan, miền nam Trung Quốc (Hải Nam), Việt Nam, Malaysia (Peninsular, Sarawak, Sabah), Indonesia (Sumatra, Java, Kalimantan, Sumbawa) và Philippines (Palawan).
Nó giống với Eupanacra automedon.
Ấu trùng ăn các loài Curculigo.